# Naturtheater Hayingen

Logo seit 2008

Das Naturtheater Hayingen ist eine von Mitspielern ehrenamtlich betriebene Freilichtbühne in Hayingen. Sie wird seit 1949 bespielt.

## Geschichte

### Gründung

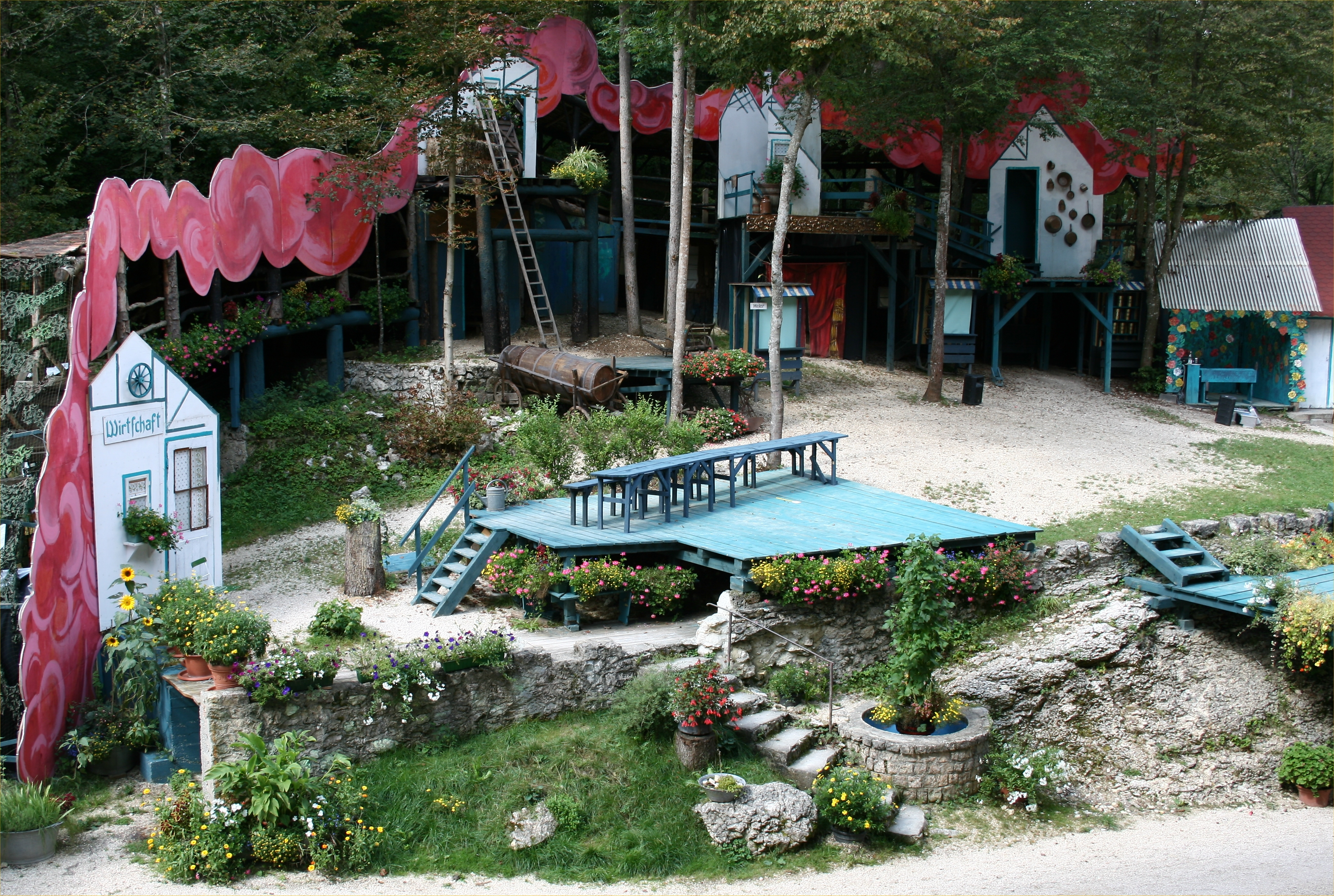
Naturtheater Hayingen

Das Theater wurde kurz nach dem Krieg in Hayingen gegründet. Die Hayinger Bürger waren mit großer Begeisterung dabei. Die 700-Jahr-Feier zur Verleihung der Stadtrechte im Jahr 1947 gab den Anstoß dazu. Die Gründung erfolgte zunächst im Rahmen des Schwäbischen Albvereins, der als erster Verein von der französischen Militärbehörde genehmigt wurde. Seit 1949 werden dort Erwachsenen-Stücke gespielt, bis 1968 aus der Feder von Martin Schleker senior, dann hat sie lange Martin Schleker junior geschrieben und selbst inszeniert. Über einen „Hausautor“ zu verfügen, der die Stücke jedes Jahr für das Theater schreibt, ist nicht üblich für Freilichtbühnen; das ist vermutlich einmalig für das Hayinger Naturtheater.

### Auszug aus dem Protokoll
Auszug aus dem Protokoll der Gemeinderatssitzung am 25. April 1948:

„Gründung eines Naturtheaters
Zur steten Erinnerung an die um das Jahr 1247 erfolgte Verleihung der Stadtrechte an die Albgemeinde Hayingen und an die festfrohen Tage der 700-Jahrfeier der Stadt im Jahre 1947 ist es angezeigt, alljährlich am St. Veitstag (Patronatstag) durch spielfreudige Bürger der Stadt zur Vertiefung der Heimatliebe und Verbundenheit mit ihrem Albstädtchen ein Festspiel durchzuführen. Dieser Wunsch kommt aus der Mitte der Bürgerschaft.“

Mit dem Hayinger Heimatspiel „Die Orgelmacher“ von Martin Schleker wurde dann am 19. Juni 1949 die erste Spielzeit des Naturtheaters der Stadt Hayingen eröffnet. Der große Erfolg dieser ersten Spielzeit gab den Gründern recht und den Mut weiterzumachen. Fast in jedem Jahr kam ein neues Freilichtspiel zur Uraufführung. Die Stücke waren zunächst von Martin Schleker Senior, der auch selbst Regie führte. Seit den 1970er Jahren schrieb sein Sohn Martin Schleker die Stücke, die Inszenierung der Spiele hatte er bereits in den 1960er-Jahren übernommen.

### Chronik der bisherigen Aufführungen
- 1949 Die Orgelmacher (Martin Schleker sen.)
- 1950 Der Klausner von Sankt Anna (Martin Schleker sen.)
- 1951 Am Brunnen vor dem Tore (Martin Schleker sen.)
- 1952 Die Tochter des Zunftmeisters (Martin Schleker sen.)
- 1953 Der Amtmann von Blaubeuren (Martin Schleker sen.)
- 1954 Wenn alle Brünnlein fließen (Martin Schleker sen.)
- 1955 Gesprengte Fesseln (Martin Schleker sen.)
- 1956 Die Orgelmacher (Martin Schleker sen.)
- 1957 Hie gut Wirtemberg (Martin Schleker sen.)
- 1958 Es zogen drei Burschen (Martin Schleker sen.)
- 1959 Flitterwochen (Martin Schleker sen.)
- 1960 Der Mallefitzschenk (Martin Schleker sen.)
- 1961 Der Sänger von Dingsdorf (Martin Schleker sen.)
- 1962 999 Gulden und ein Dieb (Martin Schleker sen.)
- 1963 Der Kellermeister von Sasbach (Martin Schleker sen.)
- 1964 Belagerung von Munderkingen (Martin Schleker sen.)
- 1965 Die Tochter des Zunftmeisters (Martin Schleker sen.)
- 1966 Der Vagabund (Martin Schleker sen.)
- 1967 Onkel Florian (Martin Schleker sen.)
- 1968 Weiberlist (Martin Schleker sen.)
- 1969 Mohrenwäsche (Martin Schleker sen./jun.)
- 1970 Der Schultheiß von Justingen (Martin Schleker sen./jun.)
- 1971 Martinimarkt (Martin Schleker sen./jun.)
- 1972 Muggaspritzer (Martin Schleker sen./jun.)
- 1973 Die Orgelmacher (Martin Schleker sen./jun.)
- 1974 Die schwäbische Schöpfung (Martin Schleker jun./Seb. Sailer)
- 1975 Der Schäfer von Hayingen (Martin Schleker sen./jun.)
- 1976 Der Laufenmüller (Martin Schleker jun.)
- 1977 Das Paradies auf Erden (Martin Schleker jun.)
- 1978 Dem Himmel zua (Martin Schleker jun.)
- 1979 Liabs Herrgöttle von Biberach (Martin Schleker jun.)
- 1980 Die sieben Schwaben (Martin Schleker jun.)
- 1981 Lichtenstein (Martin Schleker jun.)
- 1982 Die Schwäbische Schöpfung (Martin Schleker jun./Seb. Sailer)
- 1983 Das Dorf auf der Grenze (Martin Schleker jun.)
- 1984 Der Zundelheiner (Martin Schleker jun.)
- 1985 Wie im Mittelalter (Martin Schleker jun.)
- 1986 Rulaman (Martin Schleker jun.)
- 1987 Ein Räuber wollte Hochzeit machen (Martin Schleker jun.)
- 1988 Der Laufenmüller (Martin Schleker jun.)
- 1989 Lieb Heimatland ade (Martin Schleker jun.)
- 1990 Der Postmichel (Martin Schleker jun.)
- 1991 Fast wie im Himmel (Martin Schleker jun.)
- 1992 Die schöne Lau (Martin Schleker jun.)
- 1993 Jetzt wird Tag (Martin Schleker jun./Seb. Sailer)
- 1994 Der Schwäbische Sommernachtstraum (William Martin Schlekspeare)
- 1996 Das Wunder vom Lautertal (Martin Schleker jun.)
- 1997 Geld wie Heu (Martin Schleker jun.)
- 1998 Josef von Gottes Gnaden (Martin Schleker jun.)
- 1999 Hanna und Heiner (Martin Schleker jun.)
- 2000 Liabs Herrgöttle von Biberach (Martin Schleker jun.)
- 2001 Am Bembemberlestag (Martin Schleker jun.)
- 2003 Rulaman (Martin Schleker jun.)
- 2004 Die schöne Lau (Martin Schleker jun.)
- 2005 Jaaa onser Schiller (Martin Schleker jun.)
- 2006 Der Schmied von Hayingen (Marianne Scherrmann)
- 2007 Die sieben Schwaben (Martin Schleker jun.)
- 2008 Der schwarze Vere (Martin Schleker jun.)
- 2009 Der Schäfer von Hayingen (Martin Schleker sen./jun.)
- 2010 D’r Älblerkönig ond sei Schatz (Martin Schleker jun.)
- 2011 Der Schwäbische Sommernachtstraum (Martin Schleker jun. – nach Shakespeare)
- 2012 So an Lugabeidl (Jürg Schlachter Nach Carlo Goldoni „Der Lügner“)
- 2012 Der gestiefelte Kater (Jürg Schlachter nach den Brüdern Grimm)
- 2013 Älles wa du witt (Jürg Schlachter – nach Shakespeare)
- 2013 Pinocchio (Jürg Schlachter – nach Carlo Collodi)
- 2014 Räuber im Schafspelz (Jürg Schlachter)
- 2014 Die Bremer Stadtmusikanten (Jürg Schlachter)
- 2015 Romm ond nomm – „Neues Spiel–neues Glück!“ (Sabine Scholz / Jürg Schlachter)
- 2015 Glückskind Felix (Sabine Scholz nach Gebrüder Grimm)
- 2016 Im wilden Südwesten (Marks&Schleker)
- 2016 Tom Sawyer (Marks&Schleker nach Mark Twain)
- 2017 Älles sicher – ein Albdorf-Krimi (Marks&Schleker)
- 2017 Das zauberhafte Ländle von Oz (Marks&Schleker nach Lyman Frank Baum "Der Zauberer von Oz")
- 2018 'Die schwäbische Odyssee' und 'Hans im Glück' als Kinderprogramm (beide Marks&Schleker)
- 2019 Der kleine Prinz von Marks&Schleker nach Antoine de Saint-Exupery
- 2021 Märchenspaziergang (Eva Schleker und Martin Hopf)
- 2022 Don Quichotte von dr Alb ra (Marks&Schleker nach Cervanteś Don Quijote de la mancha)
- 2023 Die Schwäbische Schöpfung (Martin Schleker jun./ Seb. Sailer in einer Bühnenfassung von Edith Ehrhardt)
- 2024 No it hudla! (Edith Erhardt, frei nach „Der Diener zweier Herren“ von Carlo Goldoni)
- 2025 Friede, Freude, Pfannakuacha! Stück und Regie: Edith Ehrhardt

Das Naturtheater Hayingen spielt bei jedem Wetter. Die Zuschauer sitzen auf einer überdachten Tribüne.

### Besonderheiten
"Der Kleine Prinz" war 2021 Preisträger des Lamathea, ein Staatspreis des Landes Baden-Württemberg in der Kategorie Freilichttheater.
2022 wurde der im Naturtheater und im dahinterliegenden Tal gespielte "Märchentheaterspaziergang" von Eva Schleker und Martin Hopf nominiert für den AMARENA – den Bundespreis der deutschen Amateurtheater.

## Heute

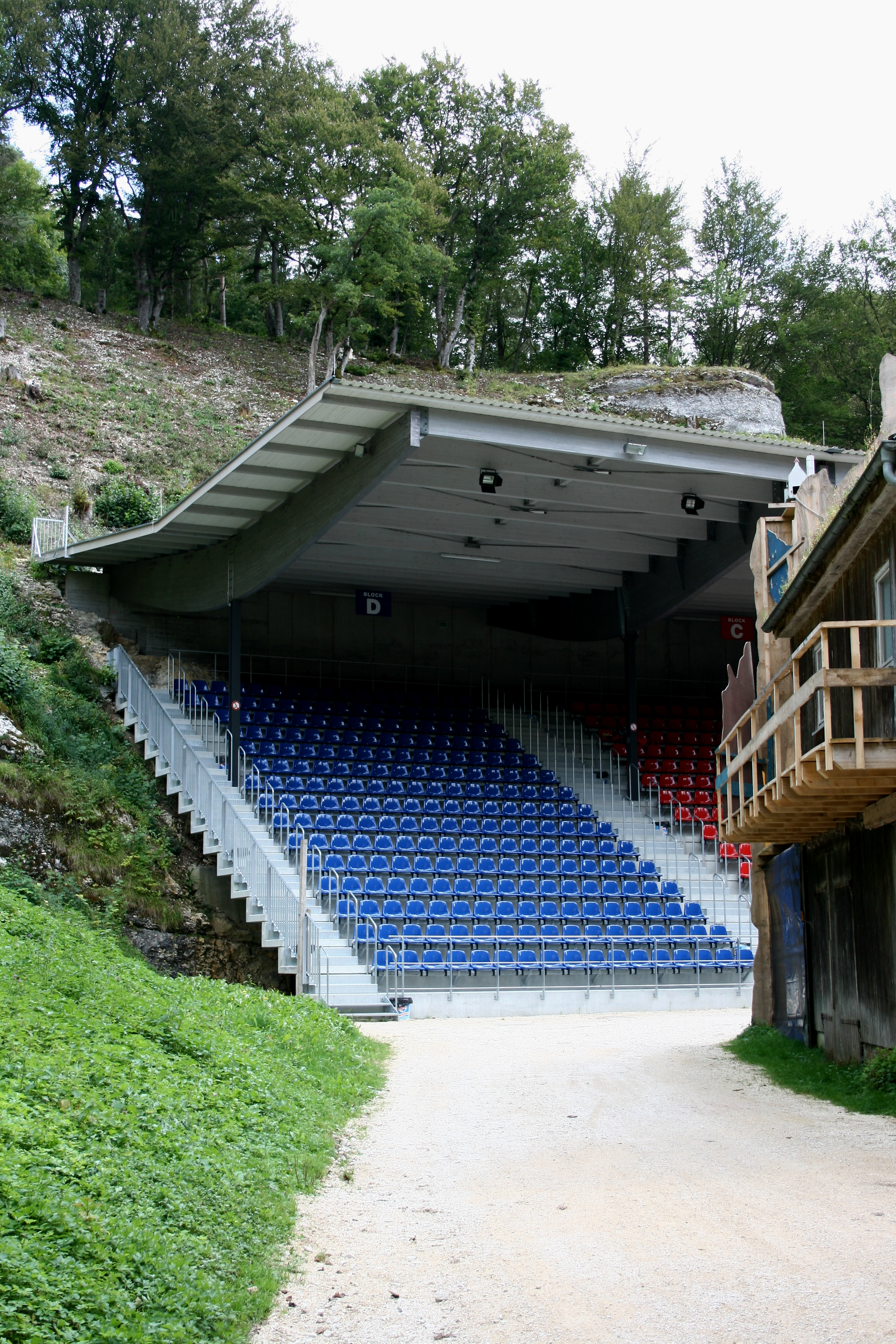
Zuschauertribüne

Das Naturtheater hat sich über die Region hinaus den Ruf eines Amateurtheaters mit Anspruch erworben. Die Stücke von Martin Schleker wurden im Marbacher Literaturarchiv aufgenommen und für kommende Generationen bewahrt. Die Theatermusik wurde jahrzehntelang von Uli Bühl, Musiker aus Unlingen, für jede Inszenierung neu erstellt. Aus Stuttgart, Ravensburg, Ulm und vom Bodensee kommen Zuschauer und heutzutage auch Mitspieler nach Hayingen. Über 1,1 Millionen Gäste besuchten seit 1949 das Tal des Naturtheaters.
Der landschaftliche Reiz harmoniert mit den in schwäbischer Mundart gespielten Theaterstücken. Das Laientheater fordert und fördert gleichermaßen Spieler aus der Region. Seit Existenzbeginn des Naturtheaters spielen Theaterspieler aller Generationen (2 bis über 70 Jahre alt) gemeinsam auf der Bühne.
Die alte Zuschauertribüne, die modernen Anforderungen nicht mehr genügte, wurde renoviert und umgebaut. Seit der Spielzeit 2008 ist hier Platz für fast 1.000 Besucher.
Das Naturtheater Hayingen liegt im Biosphärengebiet „Schwäbische Alb“ und im Landschaftsschutzgebiet „Großes Lautertal“. Die Biotope auf dem Theatergelände werden in enger Zusammenarbeit mit Naturschutz und Forst gepflegt.
Die Hayinger Bühne feierte im Jahr 2019 das 70-jährige Bestehen.
Zum ersten Mal in der Geschichte des Theaters wurde im Jahre 2012 ein eigenes Kinderstück aufgeführt. Die Kinderstücke erfreuten sich großer Beliebtheit, mussten jedoch im Jahr 2019 wieder eingestellt werden, da das ehrenamtliche Engagement auf Dauer keine zwei Stücke pro Saison stemmen konnte.

## Zitate
„Hierzulande findet man keine urwüchsigen Volks- oder Bauerntheater.

Eine Ausnahme mag das Naturtheater Hayingen auf der Schwäbischen Alb bilden.“ (Thaddäus Troll † 5. Juli 1980)
Ministerpräsident Winfried Kretschmann auf die Frage: „Wo sollte man unbedingt hingehen in Baden-Württemberg?“

Antwort: „Stuttgarter Staatsballett und Naturtheater Hayingen.“ (Winfried Kretschmann
: Broschüre „60 Jahre Baden-Württemberg“.)

## Belege
1. ↑  Simone Raymund: Facelifting fürs Hayinger Naturtheater. In: Schau.Spiel 2/2009.

Koordinaten: 48° 16′ 50″ N, 9° 29′ 11″ O